# Стройный опоссум
Стройный опоссум (лат. Gracilinanus agilis) — вид млекопитающих из семейства опоссумовых, обитающих в Южной Америке.

## Описание

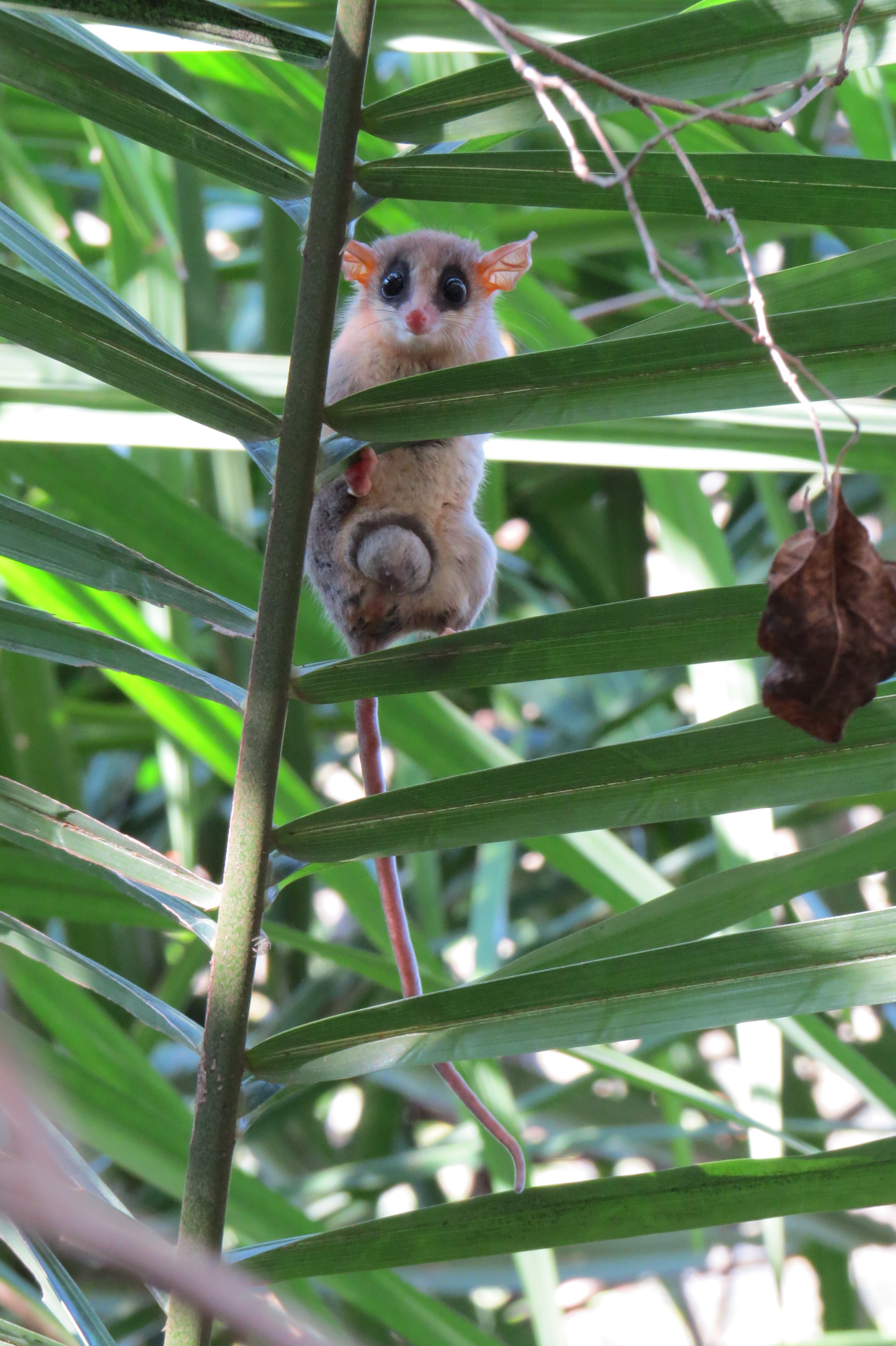
Gracilinanus agilis на Attalea phalerata

Ловкие изящные опоссумы достигает длины туловища от 8,1 см до 11,5 см, хвост от 10,9 см до 15, 8 см (хвост на 140 % длиннее туловища и головы) и достигают веса от 15 до 40 г. Самцы больше самок. Шерсть плотная, длинная, волнистая. Голова и спина покрыты серой и оранжевой шерстью, из которой получается коричневая до красноватого цвета с серым налётом шерсть. К яркой шерсти идёт плавный переход. Глаза окружены тёмными кольцами, губы ярко-оранжевые. Брюшная шкура переходит от желтоватого до кремового цвета. Лапы белые, уши светлые (длиной 21 мм). Хвост коричневый, на верхней стороне светлее, чем на нижней.

## Среда обитания и образ жизни
Ареал этого вида охватывает Аргентину, Боливию, Бразилию, Колумбию, Перу, Парагвай и Уругвай. Его средой обитания являются вечнозелёные и галерейные леса (чаще всего южные галерейные леса Южной Америки). Обитают на деревьях, питаются фруктами и насекомыми, в основном муравьями и термитами. В одном гнезде этого вида может встретится до семи особей. Размножаются они по разному, в зависимости от места, в Пантанале круглый год. Самка может родить в среднем десятерых. Только небольшая часть самцов доживают до тех пор, когда они могут размножаться во второй раз, в то время как большая часть самок легче переживают этот период. 

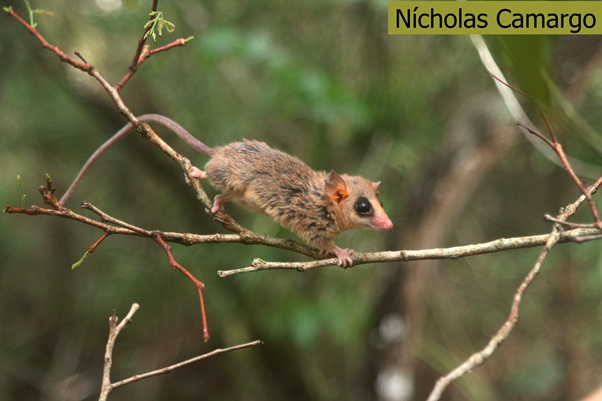